# Subregión del Norte (Norte de Santander)
La subregión Norte es una de las 6 subregiones del departamento colombiano de Norte de Santander. Se ubica en el norte del departamento y está integrada por los siguientes 4 municipios:
- Bucarasica
- El Tarra
- Sardinata
- Tibú

Ésta subregión hace parte, a su vez, de la más amplia región del Catatumbo.